# Mette Bergmann

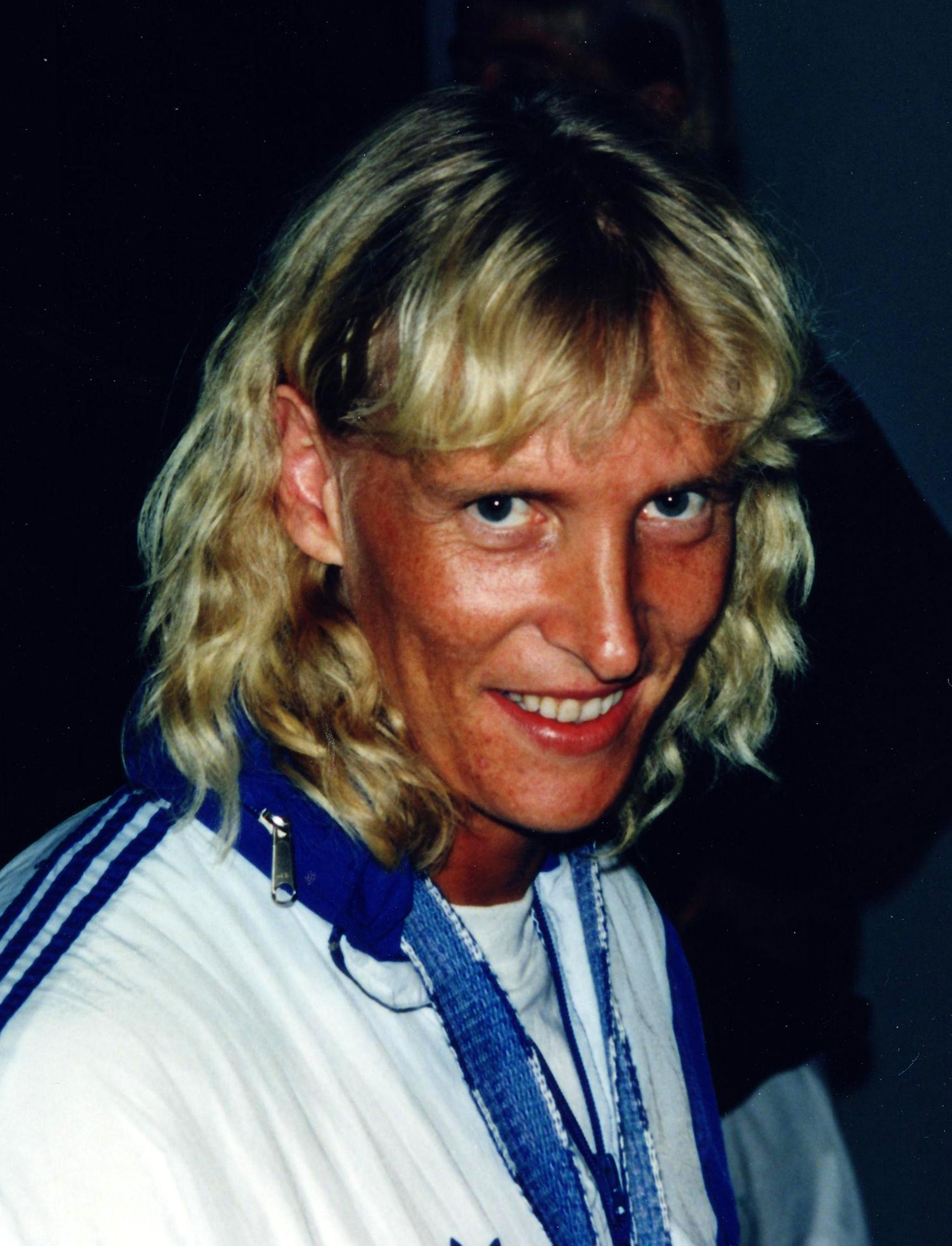
Mette Bergmann (1994)

Mette Bergmann (* 9. November 1962 auf der Insel Kråkerøy in Fredrikstad) ist eine ehemalige norwegische Leichtathletin, die 1994 eine Bronzemedaille bei den Europameisterschaften gewann.

## Sportliche Karriere
Die 1,74 Meter große Mette Bergmann startete für den SK Vidar aus Oslo und den Fredrikstad IF. Sie gewann von 1984 bis 2000 17 norwegische Meistertitel im Diskuswurf hintereinander. 1996 siegte sie außerdem bei den erstmals für Frauen ausgetragenen Meisterschaften im Hammerwurf. Ihre Bestleistung mit dem Diskus von 69,68 Meter warf sie am 27. Mai 1995 in Florø. Diese Weite ist auch nach dreißig Jahren noch norwegischer Landesrekord.
Bei den Europameisterschaften 1986 in Stuttgart wurden alle 14 Starterinnen zum Finale zugelassen. Mette Bergmann belegte mit 53,58 Meter den elften Platz. Nachdem die Rumänin Daniela Costian nachträglich disqualifiziert wurde, rückte Bergmann auf den zehnten Platz vor. Vier Jahre später bei den Europameisterschaften 1990 in Split wurde Bergmann mit 55,58 Meter aus der Qualifikation als Elfte zum Finale zugelassen. Dort waren ihre drei Würfe im Vorkampf ungültig. 1991 bei den Weltmeisterschaften in Tokio schied Bergmann mit 55,78 Meter als 20. der Qualifikation aus. 1992 bei den Olympischen Spielen in Barcelona erreichte Bergmann in der Qualifikation 58,32 Meter, das bedeutete den 21. Platz.
Sieben Jahre nach den Europameisterschaften in Stuttgart fanden 1993 die Weltmeisterschaften in Stuttgart statt. Mit 58,12 Meter wurde Bergmann 21. der Qualifikation. 1994 bei den Europameisterschaften in Helsinki warf Bergmann in der Qualifikation mir 63,32 Meter die zweitbeste Weite hinter der Deutschen Ilke Wyludda. Im Finale siegte Wyludda mit vier Metern Vorsprung vor der Belarussin Elina Swerawa. Zwölf Zentimeter hinter Swerawa gewann Bergmann mit 64,34 Meter die Bronzemedaille mit 70 Zentimetern Vorsprung vor der viertplatzierten Rumänin Nicoleta Grasu. Im Jahr darauf bei den Weltmeisterschaften 1995 in Göteborg warf Bergmann in der Qualifikation mit 64,50 Meter die zweitbeste Weite hinter Wyludda. Im Finale gelangen der Norwegerin 62,48 Meter, die den sechsten Platz bedeuteten. 1996 bei den Olympischen Spielen in Atlanta überstand Bergmann die Qualifikation mit 62,24 Meter als Zehnte. Im Finale warf sie 62,28 Meter und belegte den neunten Rang.
Bergmann blieb noch bis 2000 aktiv, sie erreichte aber kein internationales Finale mehr.